# 韋端
韋端（？—？），字休甫，韋康、韋誕之父，京兆杜陵人，東漢末年至三國時期的政治人物，涼州州牧、太僕。

## 生平
與同郡人金元休、第五文休號為三休。
建安初任東漢涼州州牧，馬騰進攻韓遂，韓遂戰敗退走，韓遂再招集士兵還攻馬騰，并殺馬騰妻子，戰火連年。建安初年，曹操使司隸校尉鍾繇、涼州牧韋端和解。
孔融寫信給韋端：「前日韋康來，淵才亮茂，雅度弘毅，偉世之器也。昨日韋誕又來，懿性貞實，文敏篤誠，保家之主也。不意雙珠，近出老蚌，甚珍貴之。」韋端從涼州牧徵為太僕，其子韋康代為涼州刺史，當時人榮之。